# Lavarella
Lavarella (někdy též Piz Lavarela nebo Lavarelaspitze) je hora nacházející se v severní Itálii v provincii Bolzano v pohoří Dolomity. Vrchol je spolu se svou sousední horou Cunturines Spitze (3064 m) součástí přírodního parku Parco Naturale Fanes-Sennes-Braies. Hora vystupuje z vápencové plošiny Fanes Alpe, ležící na severní straně masivu, která je svým způsobem unikátní v Dolomitech. Rozhled z vrcholu obsahuje všechny známé masivy pohoří jako je Marmolada, Sorapis, Monte Cristallo, Civetta, Monte Pelmo aj.)

## Poloha
Lavarella leží 4,5 km severně od průsmyku Valparola a severovýchodně nad údolím Val Badia (něm: Kassiantal, též St. Kassian Tal), které převyšuje svou jižní stěnou o 1400 metrů. Dále na sever pokračuje masiv známou monumentální stěnou Sasso della Croce, která je častým motivem fotografů. Z východní strany odděluje masiv Lavarelly od nižšího, ale populárnějšího hřebene Monte Cavallo (2912 m) - Monte Castello (2817 m), dolina Fanestal.

## Přístup
Výstup na vrchol Lavarella není nijak obtížný, jedná se však o horskou turistiku v divokém prostředí. Možnosti k výstupu jsou dvě.
Sever
Ze severu vede k hoře cesta č. 1 (Dolomitenhohenweg 1) startující u hotelu Pederühütte (1545 m), ležící ho na samém konci doliny Valle di Tamers. Široká cesta nás v častých serpentinách přivede asi po dvou hodinách k chatě Fanes Hütte (2060 m), kterou turisté díky své poloze uprostřed masivu hojně využívají. Stezka pokračuje stoupáním od chaty do sedla Limojoch za kterým leží jezero Limosee (2159 m). Dále míjí stavení bývalého vojenského lazaretu a sestupuje k polanám Fanesalm (2102 m). Zde pokračuje táhle údolím Gr. Fanes Alpe až do velkého skalního kotle Busc da Stlü a podél plesa Lago Cunturines vystoupá do sedla mezi vrcholy Lavarella a Cunturines Spitze. Z plochého sedla pokračuje cesta strmě v suti na hřeben vrcholu a po něm bezpečně k vrcholovému kříži.

Délka: Pederühütte - Rifugio Fanes - Lavarella (6,5 hod.)
Jih
Cesta z jihu z doliny Kassiantal je velmi málo využívaná a není tolik krajinově zajímavá jako severní varianta. Cesta může začínat na dvou místech v údolí. První je od kempu Saré a dále k planinám Capanna Alpina (1726 m). Cesta pokračuje pod jihovýchodní stěnou Cunturines Spitze do horního konce doliny Fanestal. Ta je ve své polovině rozdělena sedlem Tadega Joch (2157 m). Ze sedla se spojí ze severní variantou a pokračuje do kotle Busc da Stlü. Druhou možností z jihu je začít v obci Stern La Villa (1420 m) a cestou č. 12 vystoupat sice dlouze, ale mírně do sedla Val Medes Joch (2533 m) ležícího v severním rameni hory. Dále na jih po hřebeni, velmi rozbitou skálou s obtížností (II.UIAA) a občasným umělým zajištěním k vrcholu. Tato cesta je nejtěžší turisticky dostupnou cestou na vrchol Lavarella.
Délka: Saré - Tadega Joch - Lavarella (5 hod.)
Délka: Stern La villa - Val Medes Joch - Lavarella (4,5 hod.)

## Horské chaty
- Pederühütte (1545 m)

Soukromá chata s kapacitou 24 míst. K chatě vede silnice, na jejímž konci je parkoviště.
- Faneshütte (2060 m)

Soukromá chata s kapacitou 75 lůžek, otevřená takřka po celý rok, vyjma poloviny dubna do poloviny května a v prosinci.
- Lavarella Hütte (2042 m)

Soukromá chata s kapacitou 45 lůžek, otevřena od poloviny června do poloviny října. V zimě březen, duben. Chata leží působivě nad dvojicí ples Grünsee a výhledem na hladké jižní stěny vrcholu Neuner Spitze (2968 m).

## Galerie

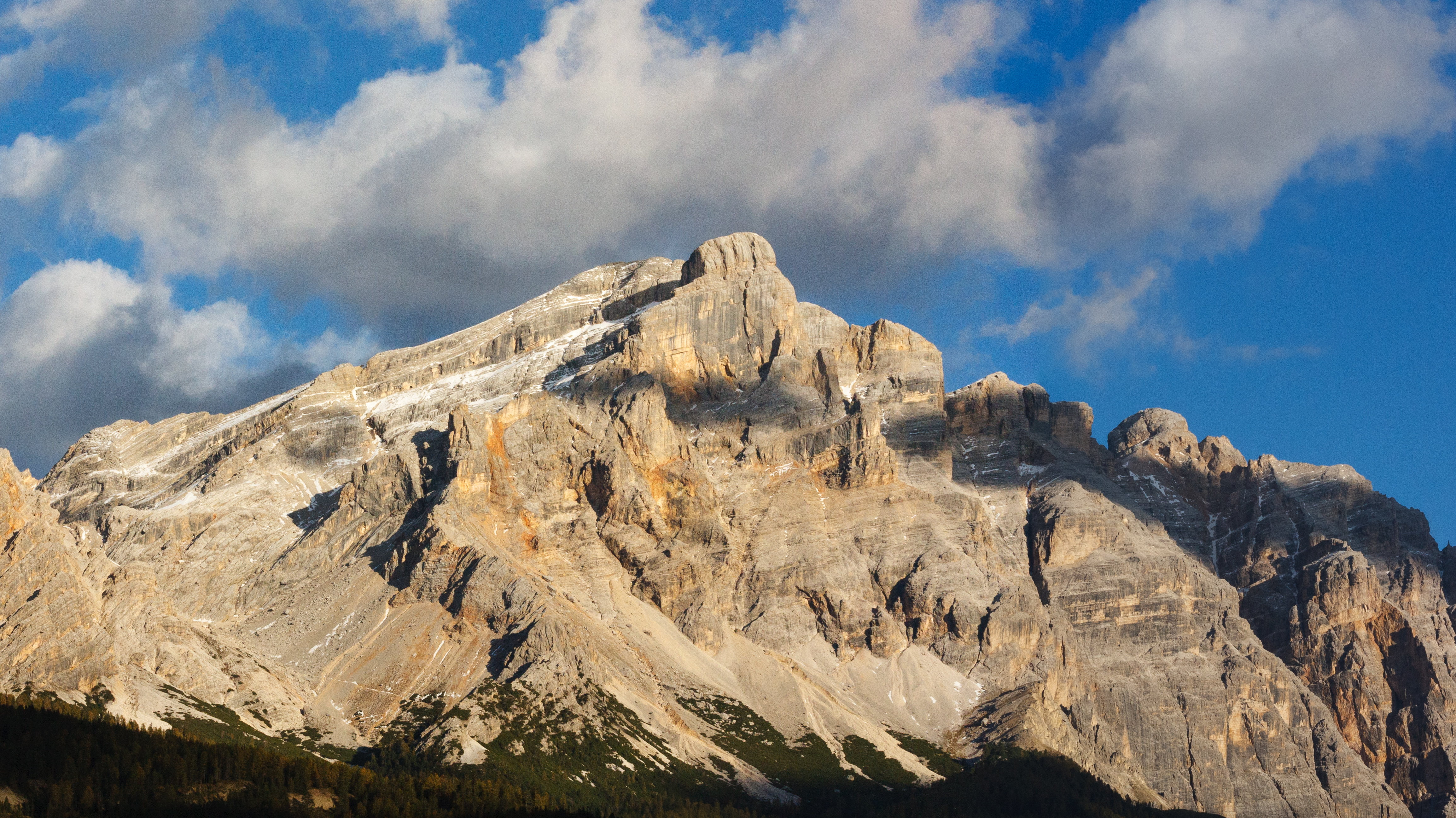
Piz Lavarela
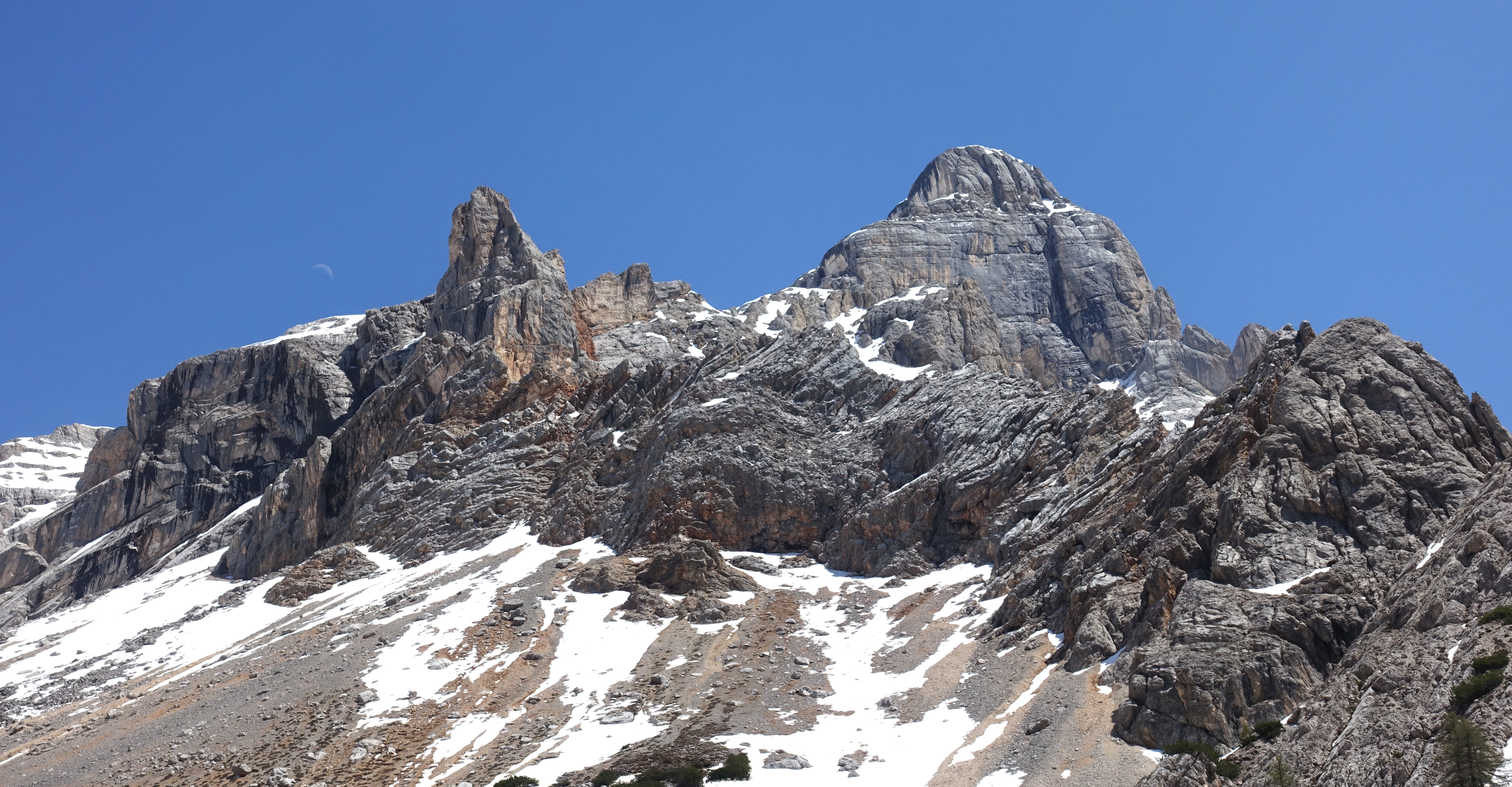
Piz Lavarela
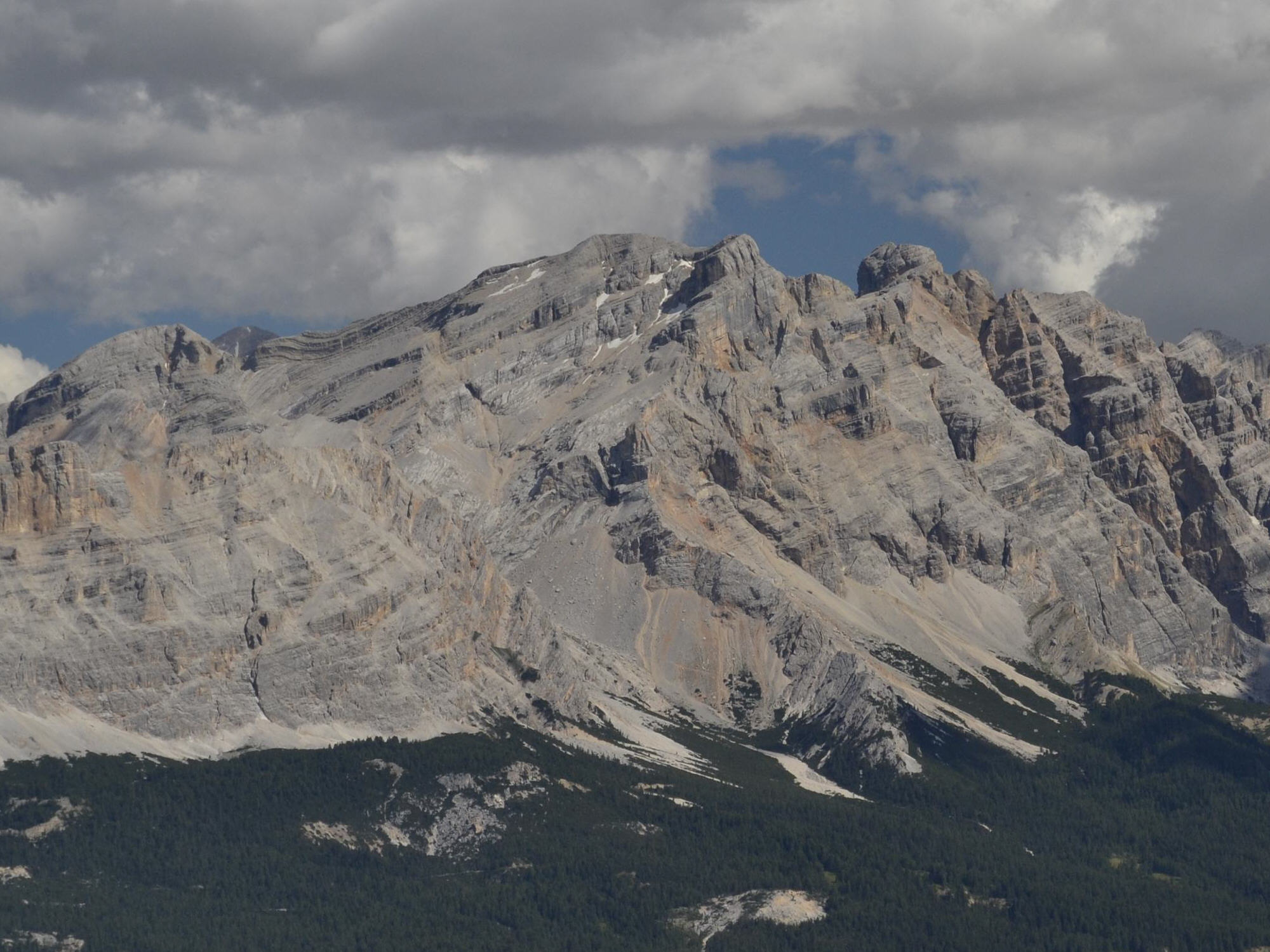
Piz Lavarela a Piz Cunturines od Peitlerscharte
panorama z vrcholu Piz Lavarela